# مدينة تازة القديمة
المدينة القديمة لتازة هي أقدم بلدة أو حي في مدينة تازة المغربية. تم تصنيفها على أنها تراث ثقافي وطني، كما أنها تزخر بمواقع تستحق الزيارة كمنطقة تازكة التي تحتوي على المنتزه الوطني جبل تازكة، وهو فضاء أخضر مورق على ارتفاع 1980 مترا، ويشرف على المنطقة ويغطي مساحة قدرها 13.700 هكتارا. وتم إنشاؤه في عام 1950 للحفاظ على النظم البيئية والمناظر الطبيعية والثروات الثقافية.

## تاريخ
عُرفت المنطقة في البداية باسم رباط تازة، وهو معسكر للجيش الفاطمي. أُقيمت لأول مرة من قبل رجال قبائل مكناسة، قبل أن تتولى الدولة المرابطية الحكم في عام 1074. بعد ذلك جاء الموحدون عام 1132، ثم في عام 1248 استولى المرينيون على المدينة. في عام 1914، سقطت في يد الفرنسيين.

## المعالم الأثرية البارزة
تحتوي المدينة القديمة على العديد من المعالم التاريخية البارزة:
- الجامع الكبير في تازة
- مسجد الأندلس
- برج تازة
- مدرسة إسلامية تعود للقرن الرابع عشر
- أبواب المدينة:
  - باب الجمعة
  - باب القبور
  - باب الريح

## صور

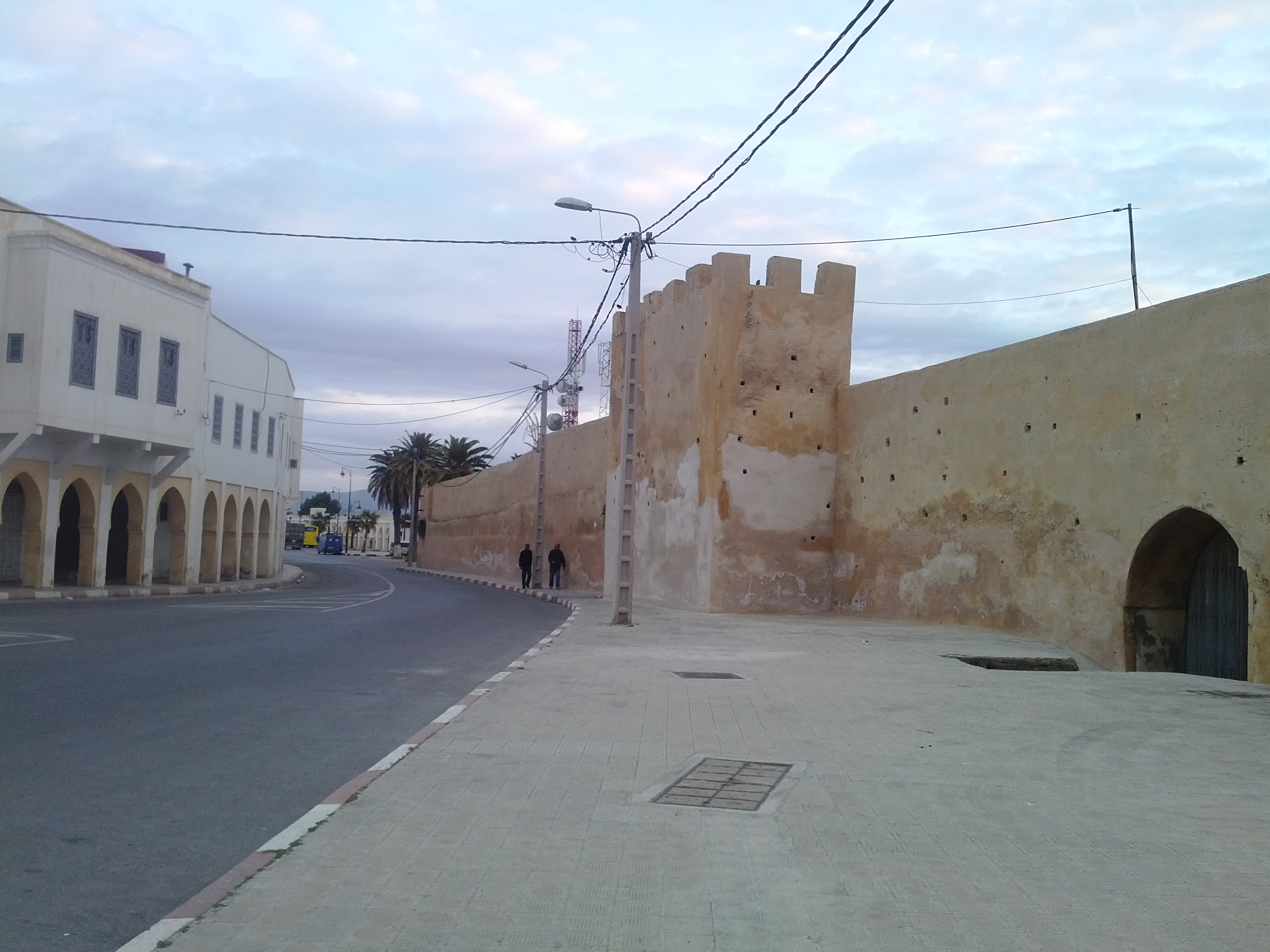
سور حول المدينة
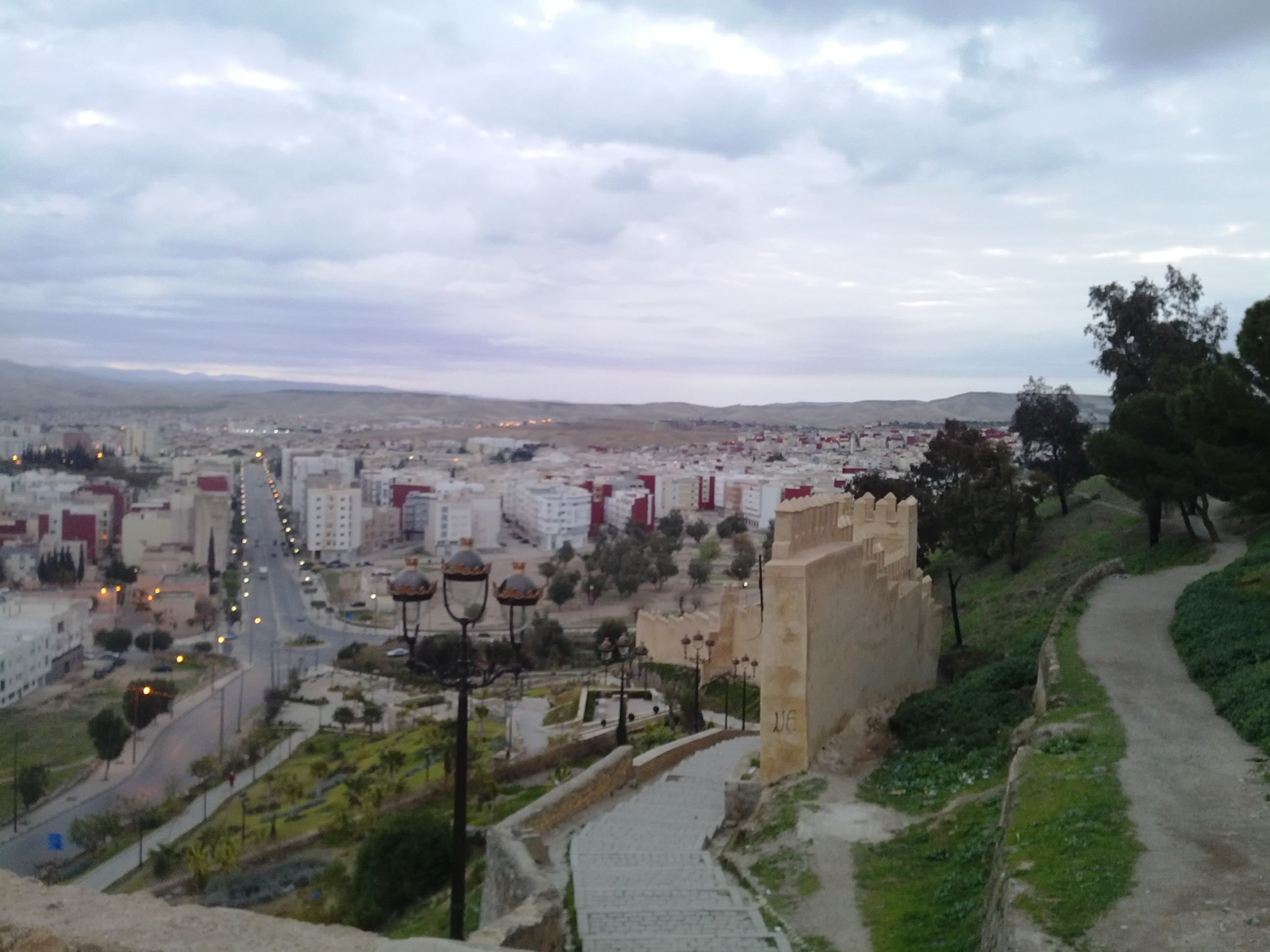
باب الجمعة عام 2016
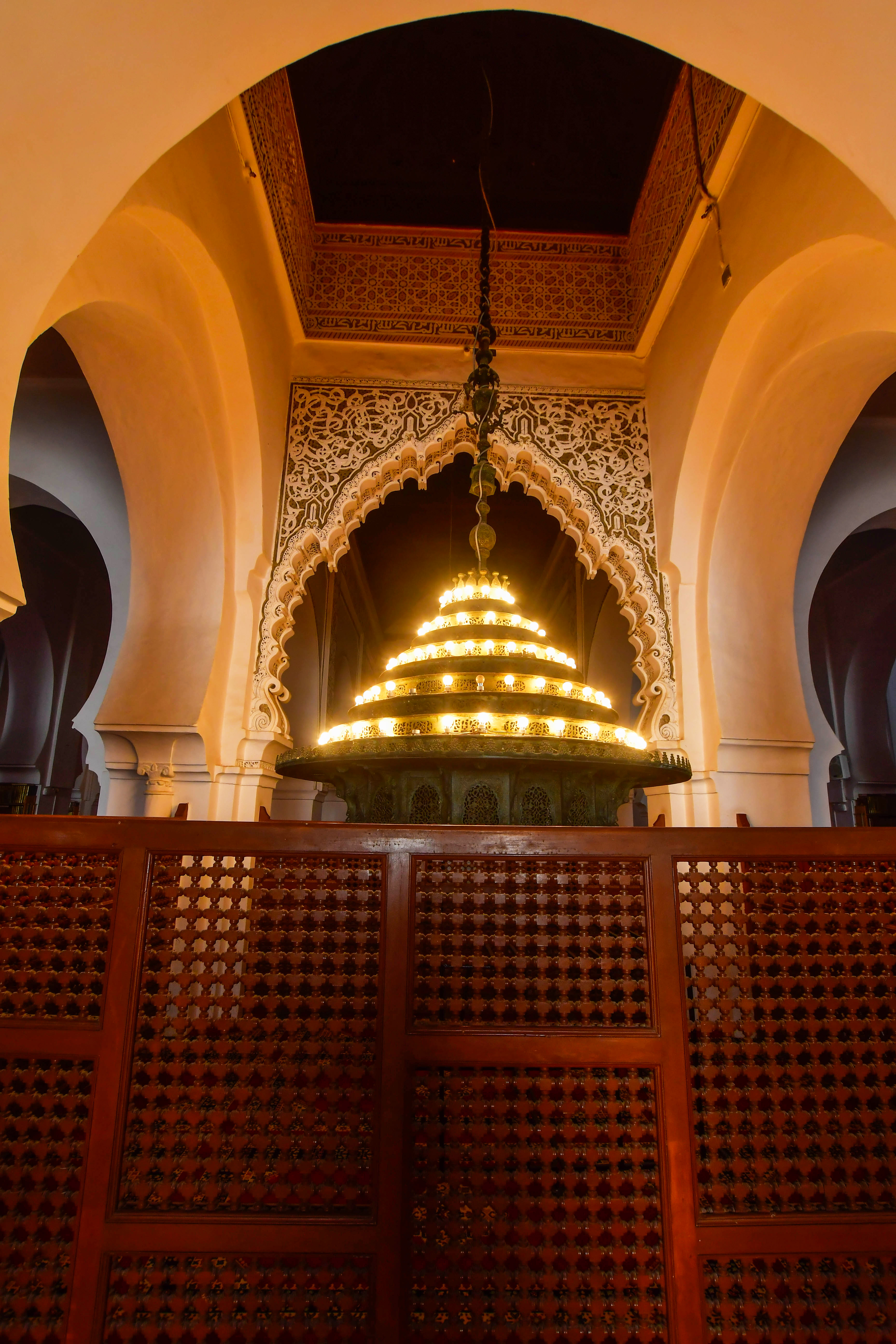
مسجد تازة الكبير
فندق عام 1929
أسوار المدينة عام 1929
باب الجمعة عام 1929